# Франклин (окръг, Масачузетс)
Вижте пояснителната страница за други населени места с името Франклин.
Окръг Франклин (на английски: Franklin County) е окръг в щата Масачузетс, Съединени американски щати. Площта му е 1878 km², а населението – 70 382 души (2016). Няма административен център.